# Davek na urin
Davek na urin je med bolj nenavadnimi davki. Uvedel ga je rimski cesar Neron v prvem stoletju našega štetja. Urin je v starem Rimu imel tržno vrednost in so ga revnejši sloji zbirali ter zanj dobili nekaj denarja. Zbirali so ga tudi v javnih straniščih. Urin so uporabljali za strojenje kož in za druge kemijske procese; med drugim so pridobivali iz njega amonijak, s katerim so prali volnene toge.
Davek je čez nekaj časa znova uvedel cesar Vespazijan in so ga pobirali od vseh javnih stranišč. Anekdoto o tem sporočata rimska zgodovinarja Svetonij in Kasij Dion. Ko se je Vespazijanov sin Tit pritoževal nad sramotnim davkom, mu je cesar pomolil pod nos zlatnik, rekoč: »Non olet!« (Ne smrdi.) Od tod izrek »Pecunia non olet!« (Denar ne smrdi). Vespazijanovo ime še vedno tiči v poimenovanju javnega stranišča za moške (za uriniranje) v Franciji – vespasienne.